# Port lotniczy Jagodina
Port lotniczy Jagodina (IATA: JAO, ICAO: LYJA) – port lotniczy położony około 5 kilometrów na północny zachód od Jagodiny (Serbia). Lotnisko zostało utworzone w 1938 roku. W 1952 roku obiekt zamknięto, a tereny lotniska przekształcono w grunty orne. W 2012 roku doszło do reaktywacji lotniska. Obecnie pas startowy długi jest na 660 m, a szeroki na 60 m. Port używany jest do celów sportowych, mogą na nim lądować samoloty o wadze do 5,7 t.